# Peranamallur
Peranamallur là một thị xã panchayat của quận Tiruvanamalai thuộc bang Tamil Nadu, Ấn Độ.

## Địa lý
Peranamallur có vị trí 12°34′B 79°26′Đ / 12,57°B 79,43°Đ Nó có độ cao trung bình là 135 mét (442 feet).

## Nhân khẩu
Theo điều tra dân số năm 2001 của Ấn Độ, Peranamallur có dân số 5554 người. Phái nam chiếm 49% tổng số dân và phái nữ chiếm 51%. Peranamallur có tỷ lệ 69% biết đọc biết viết, cao hơn tỷ lệ trung bình toàn quốc là 59,5%: tỷ lệ cho phái nam là 80%, và tỷ lệ cho phái nữ là 58%. Tại Peranamallur, 10% dân số nhỏ hơn 6 tuổi.